# Port lotniczy Côn Đảo

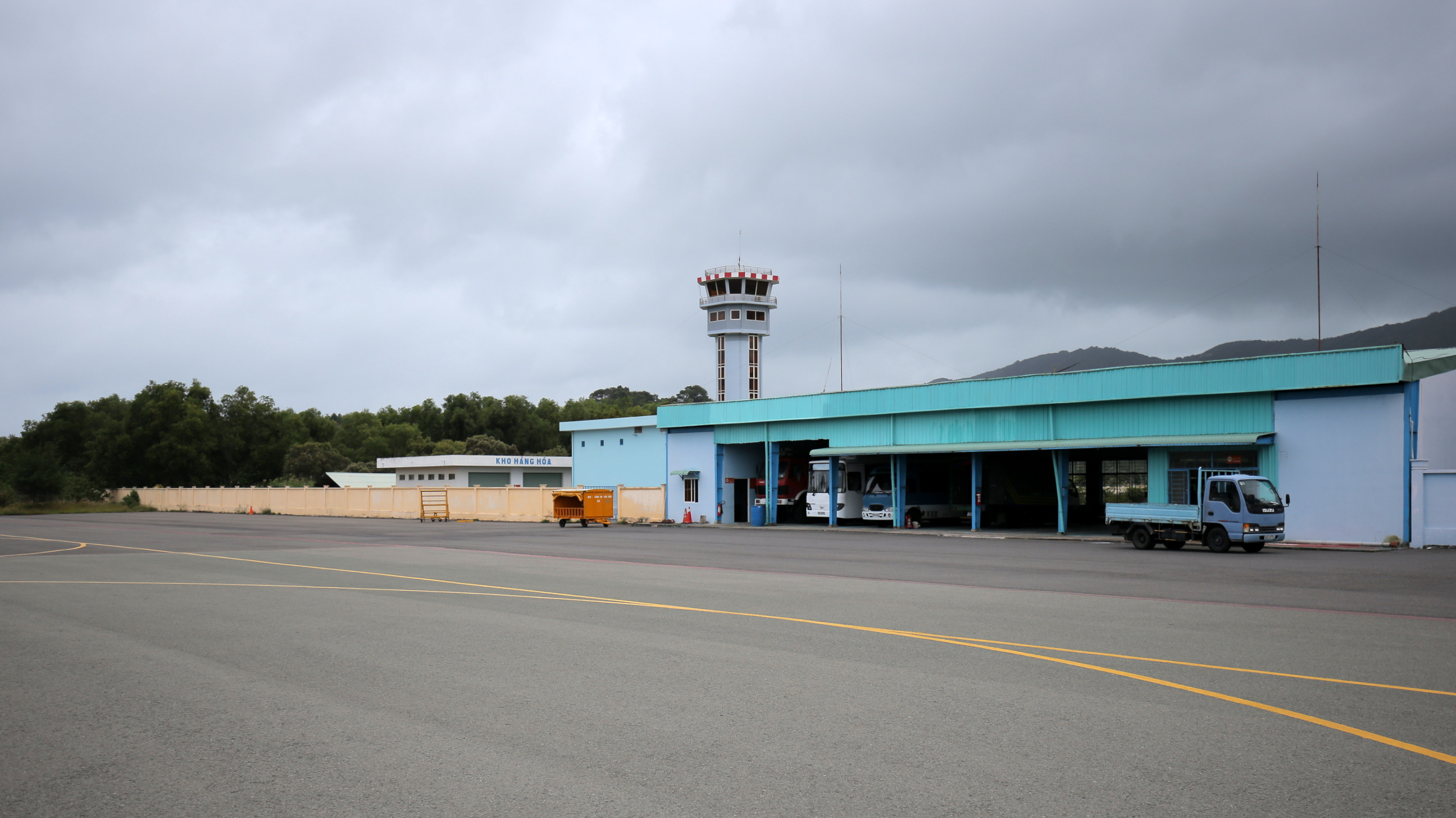
Port lotniczy Côn Đảo

Port lotniczy Côn Đảo (Sân bay Côn Đảo) − krajowy port lotniczy położony w Côn Đảo w Wietnamie.

## Linie lotnicze i połączenia
- Vietnam Airlines (Ho Chi Minh)